# Sord M5
El Sord M5 de la Sord Computer Corporation, fue un ordenador doméstico japonés lanzado a fines de 1982. Poseía un teclado semejante al del Sinclair Spectrum, pero con el canto inferior derecho de cada tecla cortado (Menos las teclas Reset, Return, Space y Shift, que lo tienen al lado izquierdo).
A pesar de sus características interesantes (similares al estándar MSX), fuera del mercado japonés el Sord M5 sólo llegó a tener buenas ventas en la Checoslovaquia (por la simple razón de haber sido el primer ordenador doméstico vendido en tiendas). A finales de 1983, el M5 recibió la compañía de los modelos M5 Pro y M5 Jr.

## Características técnicas
| UCP            | Zilog Z80A a 3,58 MHz                                                                           |
| RAM            | 4/36 KiB                                                                                        |
| VRAM           | 16 KiB                                                                                          |
| ROM            | 8 KiB — 28 KiB                                                                                  |
| Teclado        | «goma», 55 teclas                                                                               |
| Pantalla       | coprocesador TMS 9929, 16 colores, 32 sprites (texto: 24 X 40 - gráfico: 256 x 192 pixeles)     |
| Sonido         | coprocesador SN76489AN, 3 canales de 7 octavas y ruido blanco                                   |
| Puertos        | puerto paralelo Centronics, conector de joystick, conector de monitor RGB, conector de cartucho |
| Almacenamiento | Casete (2000 baudios), unidad de disquete de 5,25" externa opcional                             |